# Method Man
Clifford Smith (Hempstead, Long Island, Nueva York; 2 de marzo de 1971), más conocido como Method Man, es un rapero, productor y actor estadounidense, conocido por ser miembro del grupo de hip-hop Wu-Tang Clan. También es famoso por su trabajo como solista, con la colaboración de su amigo Redman.

## Comienzos
Method Man pasó su juventud dividido entre sus padres divorciados de Long Island (USA) y la Staten Island. No solo estaba interesado en la música, sino también por las tiras cómicas, principalmente la llamada Ghost Rider, la cual luego se manifestaría en diversos apodos incluyendo Johnny Blaze. Su vida antes de convertirse en adulto se dividió principalmente entre la venta de drogas y trabajos mal pagados (incluyendo uno en la Estatua de la Libertad, con su amigo U-God, también miembro del Wu Tang Clan). Después de ser conocido en las calles por sus habilidades rítmicas, se unió con 8 amigos formando así al mítico Wu-Tang Clan a principios de los '90.

## Carrera
Desde que Wu-Tang ascendió al estrellato, Method Man ha sido uno de sus miembros más conocidos. Él fue uno de los dos miembros del grupo en conseguir una canción solista en el debut del grupo Enter the Wu-Tang: 36 Chambers y fue el primero en lanzar un álbum solista cumpliendo así el inusual contrato que les permitía a él o a cualquier miembro del Clan lanzar álbumes producidos por cualquier discográfica (Meth eligió firmar con la discográfica Def Jam Records). El debut solista, Tical fue aclamado por la crítica y extremadamente popular, entrando en las listas como el n.º 4 y vendiendo un millón de copias. Al poco tiempo colaboró con Mary J. Blige y Redman dándoles una serie de hits, el cual uno de ellos (el dúo con Blige llamado: "I'll Be There For You/You're All I Need") ganó un Grammy, antes de grabar el segundo álbum con el Wu-Tang, Wu-Tang Forever. Su segundo álbum solista fue Tical 2000: Judgement Day, el cual fue altamente influido por las teorías del apocalipsis que rodeaban el fin del milenio, y en el cual figuraban una gran cantidad de invitados, desde su amigo Clansmen llegando a Lisa "Left Eye" Lopes, D'Angelo, Chris Rock, Mobb Deep, Redman y hasta Donald Trump. El álbum se vendió mejor que el primero, a pesar de que las críticas fueron diferentes. Luego, Method Man se fue de gira con Jay-Z y grabó Blackout! con Redman donde su mayor éxito fue "Da Rockwilder".
Ha hecho pinitos en el cine, en la película "How High" (Buen rollito), en "Casi 300", en capítulos de la serie CSI Las Vegas, The Wire y también en "Scary movie 3".

## Actualidad
En el siglo XXI, Method Man tuvo una exitosa carrera como actor. En 1998 apareció en la película Belly junto con otros dos raperos conocidos, Nas y DMX, Method también apareció en 187, Oz, How High (una tronchante película con Redman), The Wire, Garden State y Soul Plane, mientras continuaba grabando con Wu-Tang Clan. El también participó acompañado de Redman en la sitcom de Fox llamada Method & Red, aunque no duró mucho tiempo, ya que fue muy criticada.
En el 2003,Method Man había lanzado su tercer álbum A Taste of Tical 0 (The Prequel) Mixed ese álbum fue pertenecido al juego Def Jam Vendetta aunque el álbum tuvo críticas buenas y malas.
En el 2004, Meth lanzó su cuarto álbum llamado Tical 0: The Prequel, el cual tuvo un gran éxito con el sencillo "What's Happenin" con Busta Rhymes, pero fue muy mal recibido por los críticos y fanes. Aun así ya había problemas antes del lanzamiento del álbum ya que Meth se quejó ante la prensa de que la discográfica interfería demasiado en los beats. Sin embargo, el álbum vendió razonablemente bien, vendiendo más que cualquier otro proyecto solista en ese tiempo del Wu-Tang.
Recientemente se ha publicado su cuarto álbum, llamado "4:21...The day after", en la que destaca un tema llamado "Dirty Mef", en la que colabora con el desaparecido Ol'Dirty Bastard. Este último álbum sigue con la línea de su anterior trabajo (Tical 0:The Prequel), y tiene colaboraciones de L.Hill, Redman o Ghostface Killah entre otros. Como es habitual, el disco ha sido producido casi enteramente por RZA. Su último disco, "The Meth Lab", se publicó el año 2015, destacando "The Meth Lab" y "Straight Gutta".

## Alias
- Clifford Smith (Nombre real)
- Method Man
- Johnny Blaze (del cómic Ghost Rider)
- Methtical (Meth-tical)
- Mef
- Mr. Mef
- MZA ("The Mizza")
- Shakwon
- The Panty Raider
- Tical
- Ticallion Stallion
- John-John McLane
- John-John Blaizini
- Johnny Dangerous
- The Ghost Rider (del cómic Ghost Rider)
- Long John Silver
- Iron Lung
- Big John Stud
- Blaze
- Silaxx.p.silaxx
- Malcometh

## Discografía

### Álbumes
- 1994 Tical
- 1998 Tical 2000: Judgement Day
- 1999 Blackout! (con Redman)
- 2003 A Taste of Tical 0 (The Prequel)
- 2004 Tical 0: The Prequel
- 2006 4:21... The Day after
- 2009 Blackout! 2 (con Redman)
- 2010 Wu-Massacre (Con Ghostface Killah y Raekwon)
- 2013 Blackout! 3 (con Redman)
- 2015 The Meth Lab
- 2018 Meth Lab 2: The Lithium
- 2022  Meth Lab 3:The Rehab

### Sencillos y EP
- 1994 "Bring The Pain"
- 1995 "You're All I Need to Get By|I'll Be There For You/You're All I Need" (con Mary J. Blige)
- 1995 "Release Yo' Delf"
- 1995 "How High" (Method Man & Redman)
- 1996 "Monster's Anthem" (con B Real of Cypress Hill, Coolio, LL Cool J & Busta Rhymes)
- 1998 "Break Ups 2 Make Ups"
- 1998 "Judgement Day"'
- 1998 "Grand Finale" (con DMX, Nas & Ja Rule)
- 1999 "Tear It Off" (Method Man & Redman)
- 1999 "Da Rockwilder" (Method Man & Redman)
- 1999 "Y.O.U." (Method Man & Redman)
- 2003 Uh Huh
- 2004 "What's Happenin" (con Busta Rhymes)
- 2005 "The Show"
- 2006 "Say" (con Lauryn Hill)
- 2009 "A-yo" (con redman)
- 2011 "World Gone Sour"

### Colaboraciones con otros artistas
- 1994 "The What" (del álbum de The Notorious B.I.G., Ready to Die)
- 1995 "Dirty Dancin" (del álbum de Ol' Dirty Bastard, Return To The 36 Chambers: The Dirty Version)
- 1995 "Got The Flava" (del álbum de Showbiz & AG, Goodfellas)
- 1995 "Wu-Gambinos" & "Ice Cream" (del álbum de Raekwon, Only Built 4 Cuban Linx)
- 1995 "Living In The World Today", "Shadowboxin" & "Gold" (del álbum de GZA, Liquid Swords)
- 1995 "The Riddler" (del Batman Forever Soundtrack)
- 1996 "Box In Hand" (del álbum de Ghostface Killah, Ironman)
- 1996 "Box In Hand (Remix)" (sencillo de Ghostface Killah)
- 1996 "Got My Mind Made Up" (del álbum de 2Pac, All Eyez On Me)
- 1996 "Do What Ya Feel" (del álbum de Redman, Muddy Waters)
- 1996 "Extortion" (del álbum de Mobb Deep, Hell on Earth)
- 1996 "Hit 'Em High" (del álbum soundtrack de Space Jam)
- 1997 "Milk The Cow", "Supa Ninjaz" & "Dart Throwing" (del álbum de Cappadonna, The Pillage)
- 1997 "Next Up" & "Collaboration 98" (del álbum de Sunz Of Man, The Last Shall Be First)
- 1997 "4,3,2,1" (del álbum de LL Cool J, Phenonemon)
- 1998 "Well All Rite Cha" (del álbum de Redman, Doc's Da Name 2000)
- 1998 "Pussy Pop" (del álbum de Xzibit, 40 Dayz & 40 Nightz)
- 1998 "Whatcha Gonna Do" (del álbum de Jayo Felony, Whatcha Gonna Do)
- 1998 "The Worst" (del álbum de Onyx, Shut 'Em Down)
- 1999 "Se Acabó (remix)" (del álbum de The Beatnuts, Musical Massacre)
- 1999 "Rumble" (del álbum de U-God, The Golden Arms Redemption)
- 1999 "Am I My Brother's Keeper" (del álbum de Shyheim, Manchild)
- 1999 "Fuck Them" (del álbum de Raekwon, Immobilarity)
- 1999 "Left & Right" (del álbum de D'Angelo, Voodoo)
- 1999 "Stringplay" (del álbum de GZA, Beneath The Surface)
- 1999 "N 2 Gether Now" (del álbum de Limp Bizkit, Significant Other)
- 1999 "Half Man Half Amazin" (del álbum de Pete Rock, Soul Survivor)
- 1999 "Three Amigos (If It's On)" (del álbum de Popa Wu, Visions Of The Tenth Chamber)
- 1999 "NYC Everything" (del álbum de RZA, Bobby Digital In Stereo)
- 1999 "Simon Says (Remix)" (del álbum de Pharoahe Monch, Internal Affairs)
- 2000 "Buck 50" (del álbum de Ghostface Killah, Supreme Clientele)
- 2000 "Fuhgidabowdit" (del álbum de LL Cool J, G.O.A.T.)
- 2000 "Rollin' (Urban Assault Vehicle)" (del álbum de Limp Bizkit, Chocolate Starfish and the Hot Dog Flavored Water)
- 2000 "Ghetto Celebrity" (del álbum de In The Mode por Roni Size & Reprazent)
- 2001 "La Rhumba" & "Glocko Pop" (del álbum de RZA, Digital Bullet)
- 2001 "Enjoy Da Ride" (del álbum de Redman, Malpractice)
- 2001 "Dog In Heat" (del álbum de Missy Elliott, Miss E...So Addictive)
- 2001 "Party & Bullshit" (del soundtrack de Rush Hour 2)
- 2001 "Red Meth And Bee" (del álbum de Cypress Hill, Stoned Raiders)
- 2002 "Flowers" (del álbum de Ghostface Killah, Bulletproof Wallets)
- 2003 "Respect Mine" (del álbum de Mathematics, Love, Hell Or Right)
- 2003 "We Pop (Remix)" (sencillo de RZA)
- 2003 "Bring The Pain" (del álbum de Missy Elliott, This Is Not A Test!)
- 2003 "Ice Cream Part 2" (del álbum de Raekwon, Lex Diamonds Story)
- 2003 "Noble Art" (del álbum de IAM, Revoir Un Printemps)
- 2003 "Rock 'N' Roll" (del álbum de Naughty By Nature, Icons)
- 2004 "Secret Rivals" (del álbum de Masta Killa, No Said Date)
- 2004 "The Drummer" (del álbum de Theodore Unit, 718)
- 2004 "Def Jam: Fight For NY" (Interpretando al personaje de "Blaze")
- 2005 "Head Rush", "John 3:16" & "Spot Lite" (del álbum de Mathematics, The Problem)
- 2005 "All My Niggas", "Shoot On Sight (S.O.S.)" & "Street Education" (del álbum de Streetlife, Street Education)
- 2005 "High Rollers" (del álbum de Proof, Searching for Jerry García)
- 2005 "Still On It" (del álbum de Ashanti, Collectables)
- 2008 "Casi 300" (un papel de villano en la película, como breaker en la batalla de break dance.)
- 2009 "Take The Heat" (del álbum de Dr. Dre, Detoxification)

## Filmografía

### Cine y televisión
| Año         | Título                            | Papel                                                |
| ----------- | --------------------------------- | ---------------------------------------------------- |
| 1996        | The Great White Hype              | Él mismo                                             |
| 1997        | Cop Land                          | Shondel                                              |
| 1997        | One Eight Seven                   | Dennis Broadway                                      |
| 1998        | Belly                             | Shameek                                              |
| 1999        | Black and White                   | Él mismo                                             |
| 1999        | Un papá genial                    | Man #7                                               |
| 2000        | Backstage                         | Él mismo                                             |
| 2001        | How High                          | Silas P. Silas                                       |
| 2001        | Oz                                | Carlton 'Tug' Daniels                                |
| 2002 - 2008 | The Wire                          | Melvin Cheese Wagstaff                               |
| 2002        | Brown Sugar                       | Él mismo                                             |
| 2003        | Volcano High                      | Voz de Mr. Ha                                        |
| 2004        | Scary Movie 3                     | Gánster                                              |
| 2004        | My Baby's Daddy                   | No Good                                              |
| 2004        | Garden State                      | Diego                                                |
| 2004        | Soul Plane                        | Muggsy                                               |
| 2004        | Scary Movie 3                     | Gangsta 4                                            |
| 2005        | Venom                             | Oficial Turner                                       |
| 2006        | Hood of Horror                    | Él mismo                                             |
| 2006        | CSI: Crime Scene Investigation    | Drops (temporada 6; episodio 20: "Poppin' Tags")     |
| 2007        | CSI: Crime Scene Investigation    | Drops (temporada 7; episodio 19: "Big Shots")        |
| 2008        | Meet the Spartans                 | Emisario persa                                       |
| 2008        | The Wackness                      | Percy                                                |
| 2008        | Burn Notice                       | Valentine                                            |
| 2008        | CSI: Crime Scene Investigation    | Drops (temporada 8; episodio 14: "Drops Out")        |
| 2010        | Sinners and Saints                | Weddo                                                |
| 2010        | The Mortician 3-D                 | Mortician                                            |
| 2010        | The Good Guys                     | Kenny Griffin (temporada 1; episodio 14: "Old Dogs") |
| 2010        | CSI: Crime Scene Investigation    | Drops (temporada 11; episodio 2: "Pool Shark")       |
| 2011        | The Sitter                        | Jacolby                                              |
| 2011        | The Indestructible Jimmy Brown    | Él mismo                                             |
| 2012        | Red Tails                         | Sticks                                               |
| 2014        | The Cobbler                       | Leon Ludlow                                          |
| 2016        | Keanu                             | Cheddar                                              |
| 2016        | Luke Cage                         | Él mismo                                             |
| 2017 - 2019 | The Deuce                         | Rodney                                               |
| 2017        | Coco                              | Reff                                                 |
| 2018        | Future World                      | Tattooed Face                                        |
| 2019        | Shaft                             | Freddie P                                            |
| 2019        | Once Upon a Time in Staten Island | TBA                                                  |
| 2020        | Vampiros en el Bronx              | Padre Jack                                           |
| 2025        | The Masked Singer                 | Stud Muffin                                          |